# Ловчинский, Дмитрий Павлович
Дмитрий Павлович Ловчинский (укр. Дмитро Павлович Ловчинський; род. 5 февраля 1999, Бровары, Киевская область) — украинский боксёр в тяжёлом весе (до 91 кг). Участник Олимпийских игр 2024 года. Мастер спорта Украины международного класса.

## Биография
Родился в Броварах. Проживает в селе Зазимье Броварского района. Его сестра Мария Ловчинская также занимается боксом.
Выпускник Университета Григория Сковороды в Переяславе. Тренировался под руководством Александра Полищука.
Является членом спортивной команды Государственной пограничной службы Украины.

## Любительская карьера
Выступает в весовой категории до 91 килограмма (тяжёлый вес) . Участвовал в чемпионате Украины среди студентов в апреле 2018 года.
Дебютировал на взрослом чемпионате Украины в ноябре 2018 года в Харькове, где остановился на стадии четвертьфинала. Свою первую медаль украинского чемпионата взял в 2019 году, когда удостоился бронзы. На турнире 2021 года в Одессе взял серебро, а на играх 2022 и 2023 годов являлся золотым призёром.
Стал победителем молодёжном чемпионата Европы 2021 года в Италии . На взрослом чемпионате Европы впервые выступил в 2022 году в Ереване. На Европейских играх 2023 года в Кракове выбыл в первом поединке от испанца Айюба Гадфа. Серебряный призёр Кубок мира Международной федерации университетского спорта 2022 года в турецком Самсуне. Победитель Мемориала Иштвана Бочкаи 2024 года.
Ловчинский принял участие в первом квалификационном турнире на Олимпийские игры 2024 года, которые состоялись в Италии в марте того же года, но выбыл уже в первом бою от хорвата Луки Пратлячича.
Более удачно завершилась его следующая попытка отобразиться на вторых квалификационных соревнованиях в мае-июне в Бангкоке. Турнир украинец начал с победы над нигерийцем Ифеани Оньеквере. В следующем матче он взял реванш у Луки Пратлячича, а в решающем матче за олимпийскую лицензию победил грека Стилианоса Рулиаса.
На Олимпийском турнире в Париже украинец выбыл после первого боя с австралийцем Теремоаной Джуниором.

## Профессиональный бокс
25 января 2025 года в киевском Дворце спорта дебютировал в профессиональном боксе против грузинского боксера Пааты Адуашвили (10-36-3, 5 КО)
Одержал победу нокаутом в первом раунде.

## Награды и звания
- Почётная грамота Киевского областного совета[17]